# Dendronephthya pumilio
Dendronephthya pumilio är en korallart som beskrevs av Studer 1888. Dendronephthya pumilio ingår i släktet Dendronephthya och familjen Nephtheidae. Inga underarter finns listade i Catalogue of Life.